# Scram

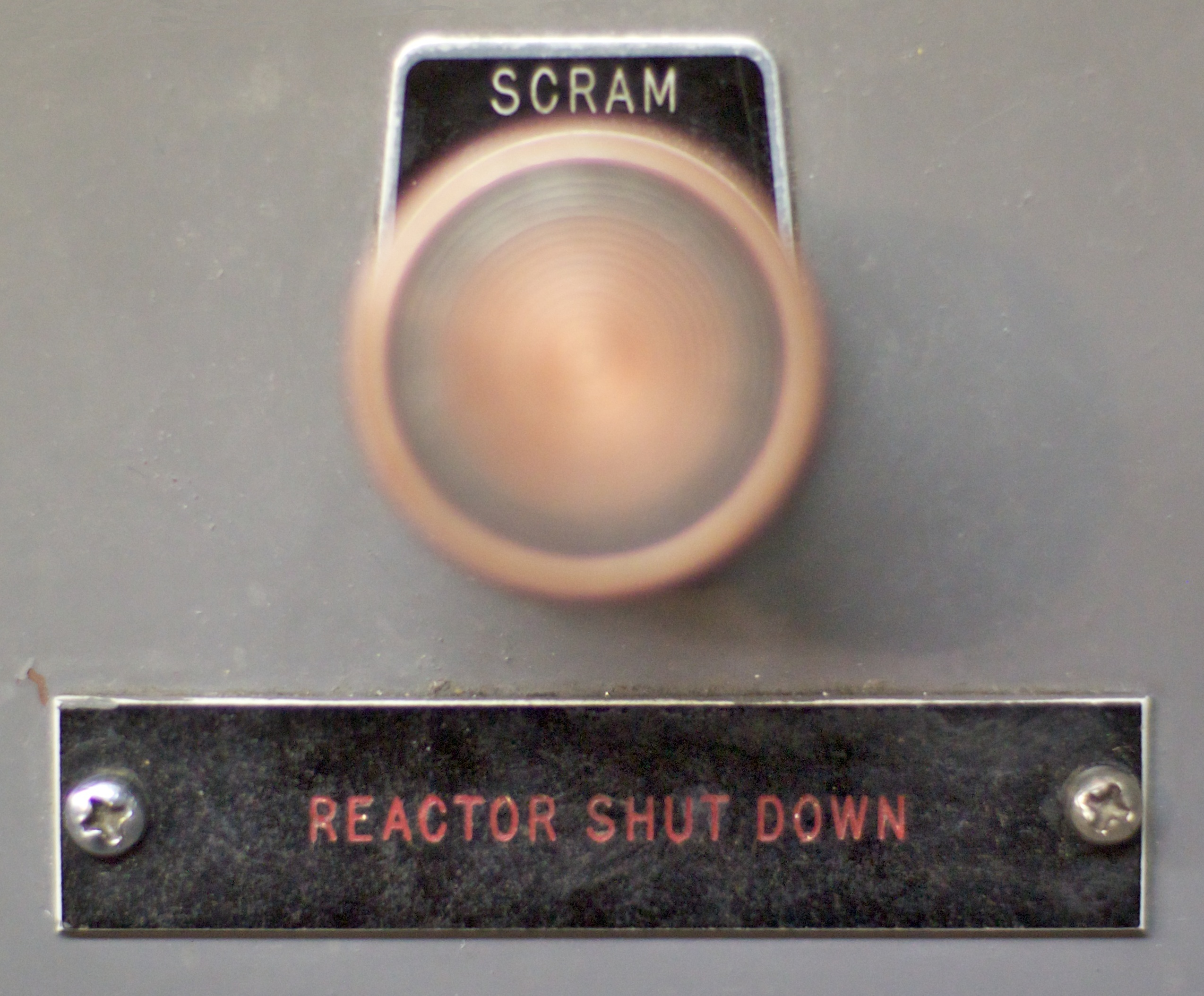
Bouton SCRAM sur le Experimental Breeder Reactor I.

SCRAM ou scram est le terme anglais utilisé pour désigner un arrêt automatique d'un réacteur nucléaire – bien que l'acception de ce terme ait été étendue par la suite pour couvrir l'arrêt automatique d'autres systèmes complexes, tels que les baies ou encore d'importants réseaux de modélisme ferroviaire. Dans l'exploitation des réacteurs nucléaires commerciaux, cet arrêt automatique (en anglais « scram » ou « reactor trip ») fait référence à une insertion rapide des barres de contrôle afin d’arrêter le réacteur. L’arrêt automatique (ou scram) peut également être utilisé lors de procédures d'arrêts de routine, programmés.
Le terme « scram » serait l'acronyme de safety control rod axe man (en français : personne chargée de la sécurité des barres de contrôle), inventé par Enrico Fermi lorsque le premier réacteur nucléaire est construit sous les gradins du Stagg Field (en) de l'université de Chicago. La traduction littérale du terme anglais « scram » est « fichez le camp, dégagez ».

## Puissance résiduelle
La puissance résiduelle est responsable des accidents nucléaires de Three Miles Island et de Fukushima.